# Michał Paprocki (podoficer)
Michał Paprocki (ur. 29 kwietnia 1897 w Łękach Górnych, zm. ?) – plutonowy Wojska Polskiego, kawaler Orderu Virtuti Militari.

## Życiorys
Urodził się 29 kwietnia 1897 w Łękach Górnych, w ówczesnym powiecie pilzneńskim Królestwa Galicji i Lodomerii, w rodzinie Józefa.

## Ordery i odznaczenia
- Krzyż Srebrny Orderu Wojskowego Virtuti Militari – 22 lutego 1921[2]